# Parastasia dimidiata
Parastasia dimidiata är en skalbaggsart som beskrevs av Wilhelm Ferdinand Erichson 1845. Parastasia dimidiata ingår i släktet Parastasia och familjen Rutelidae. Inga underarter finns listade i Catalogue of Life.